# Bezva ženská na krku
Bezva ženská na krku je český film producenta Tomáše Hoffmana z roku 2016, jedná se o jeho režijní debut. Jde o komedii o Elišce, která chce začít nový život jako učitelka ve středočeské vesnici, je ale nastěhována do domu, kde bydlí místní hrobník Božíček.

## Obsazení
| Petra Hřebíčková       | Mgr. Eliška Vomáčková           |
| Ondřej Vetchý          | Božíček - Ing. Bohumil Šťastný  |
| Miroslav Táborský      | starosta - Jaroslav Zezulka     |
| Jiří Langmajer         | MUDr. Pavel Vomáčka             |
| Tereza Kostková        | MUDr. Klára Vomáčková           |
| Jenovéfa Boková        | Lucie                           |
| Ondřej Malý            | Josef Štětka                    |
| Pavla Tomicová         | Marie Štětková                  |
| Václav Postránecký     | Pařízek                         |
| Nela Boudová           | Coufalová                       |
| Matouš Ruml            | hajný                           |
| Kristina Svarinská     | hajného žena                    |
| Veronika Khek Kubařová | Mirka Zezulková                 |
| Petr Vaněk             | Bobr                            |
| Ondřej Kavan           | policista                       |
| Martin Kavan           | policista                       |
| Václav Kopta           | řidič autobusu                  |
| Jitka Sedláčková       | rozvodová advokátka v sanatoriu |

## Recenze
- Mirka Spáčilová, iDNES.cz
- Karel Ryška, MovieZone.cz
- František Fuka, FFFilm